# 흰털발제비
흰털발제비(영어: Asian Hosue Martin, 학명: Delichon dasypus)는 참새목 제비과에 속하는 새이다.

## 생김새
전체적인 생김새는 흰턱제비와 유사하다. 몸윗면은 흑갈색이고 몸아랫면은 때 묻은 것 같은 흰색이다. 흰턱제비는 아랫날개덮깃이 어두운 흑갈색인 반면에 흰털발제비는 아랫날개덮깃이 검은색이다. 흰털발제비의 꼬리는 짧고 가운데가 오목하다.

## 서식지
평지와 산지의 개방된 환경에서 서식한다. 시베리아 중남부에서 몽골 북부, 히말라야, 사할린, 일본 등에서 번식하고 인도 북부, 동남아시아에서 겨울을 보낸다. 대한민국에서는 드물게 통과하는 나그네새이다.

## 아종
과거에는 흰턱제비의 아종으로 분류했으나 현재는 별개의 종으로 보고 있다. 흰턱제비의 아종은 지리적으로 3아종으로 나눈다. 대한민국에 도래하는 아종은 D. d. dasypus이다. 
- D. d. dasypus
- D. d. cashmeriensis
- D. d. nigrimentalis